# Артеменко Сергій Володимирович
Сергій Володимирович Артеменко (нар. 17 вересня 1976, Токмак) — український футболіст, який грав на позиції півзахисника. Відомий за виступами за низку українських клубів різних ліг, у тому числі у складі сімферопольської «Таврії», одеського «Чорноморця» і маріупольського «Металурга» у вищій українській лізі.

## Клубна кар'єра
Сергій Артеменко народився у Токмаку, та розпочав займатися футболом у місцевій ДЮСШ, де його першим тренером був Яків Очкаленко. Розпочав виступи на футбольних полях у місцевій команді «Дизеліст». Першим професійним клубом молодого гравця став запорізький «Віктор», який виступав у другій лізі, в якому Артеменко грав з 1995 до 1997 року. У 1997 році футболіст перейшов до складу команди першої ліги «Нафтовик» з Охтирки. Протягом першого сезону Сергій Артеменко був постійним гравцем основного складу команди, проте в другому сезоні він значно рідше з'являвся на полі.
На початку сезону 1999—2000 років Сергій Артеменко перейшов до складу команди вищої української ліги «Чорноморець» з Одеси. Протягом сезону він був одним із основних гравців основи команди, зігравши 26 матчів у чемпіонаті, проте одеська команда за підсумками сезону вибула до першої ліги. У наступному сезоні Артеменко зіграв за «Чорноморець» 12 матчів, та перейшов до команди вищої ліги «Металург» з Маріуполя. Протягом 2001 року футболіст зіграв 22 матчі у вищій лізі, проте пізніше втратив місце в основі, та грав виключно за другу команду клубу. На початку сезону 2003—2004 Артеменко перейшов до іншої команди вищої ліги — «Таврії» з Сімферополя, проте зіграв у її складі лише 2 матчі чемпіонату України.
На початку сезону 2004—2005 років Сергій Артеменко перейшов до команди першої ліги «Спартак» з Івано-Франківська, проте зіграв у її складі лише один матч, після чого став гравцем іншого першолігового клубу «Кримтеплиця», у складі якого провів 21 матч. Першу половину сезону 2005—2006 років Артеменко грав у складі футзальної команди з Сімферополя «Динамо-ЮРІН», а з початку 2006 року грав у аматорській команді «Фенікс-Іллічовець». З початку сезону 2006—2007 команда грала в другій лізі, й Сергій Артеменко грав уже в складі професійного клубу до кінця 2007 року. Пізніше футболіст грав у складі футзальної команди «Водник-Спартак» з Алушти та аматорської команди «МСК „Столичний“» з Сімферополя, після чого завершив виступи на футбольних полях.